# Rémelfing
Rémelfing és un municipi francès, situat al departament del Mosel·la i a la regió del Gran Est. L'any 2007 tenia 1.479 habitants.

## Demografia

### Població
El 2007 la població de fet de Rémelfing era de 1.479 persones. Hi havia 581 famílies, de les quals 130 eren unipersonals (37 homes vivint sols i 93 dones vivint soles), 203 parelles sense fills, 211 parelles amb fills i 37 famílies monoparentals amb fills.
La població ha evolucionat segons el següent gràfic:
Habitants censats

### Habitatges
El 2007 hi havia 626 habitatges, 596 eren l'habitatge principal de la família, 2 eren segones residències i 28 estaven desocupats. 510 eren cases i 116 eren apartaments. Dels 596 habitatges principals, 476 estaven ocupats pels seus propietaris, 108 estaven llogats i ocupats pels llogaters i 13 estaven cedits a títol gratuït; 2 tenien una cambra, 22 en tenien dues, 72 en tenien tres, 121 en tenien quatre i 379 en tenien cinc o més. 528 habitatges disposaven pel capbaix d'una plaça de pàrquing. A 217 habitatges hi havia un automòbil i a 311 n'hi havia dos o més.

### Piràmide de població
La piràmide de població per edats i sexe el 2009 era:
| Homes | Edats   | Dones |
| ----- | ------- | ----- |
| 0     | 95 o +  | 0     |
| 0     | 90 a 94 | 4     |
| 4     | 85 a 89 | 16    |
| 16    | 80 a 84 | 8     |
| 20    | 75 a 79 | 32    |
| 12    | 70 a 74 | 48    |
| 16    | 65 a 69 | 16    |
| 44    | 60 a 64 | 48    |
| 36    | 55 a 59 | 36    |
| 64    | 50 a 54 | 44    |
| 48    | 45 a 49 | 56    |
| 64    | 40 a 44 | 76    |
| 84    | 35 a 39 | 56    |
| 36    | 30 a 34 | 56    |
| 28    | 25 a 29 | 44    |
| 32    | 20 a 24 | 36    |
| 52    | 15 a 19 | 40    |
| 72    | 10 a 14 | 80    |
| 68    | 5 a 9   | 44    |
| 20    | 0 a 4   | 20    |

## Economia
El 2007 la població en edat de treballar era de 988 persones, 709 eren actives i 279 eren inactives. De les 709 persones actives 646 estaven ocupades (350 homes i 296 dones) i 63 estaven aturades (26 homes i 37 dones). De les 279 persones inactives 90 estaven jubilades, 89 estaven estudiant i 100 estaven classificades com a «altres inactius».

### Ingressos
El 2009 a Rémelfing hi havia 597 unitats fiscals que integraven 1.442 persones, la mediana anual d'ingressos fiscals per persona era de 19.659,5 €.

### Activitats econòmiques
Dels 49 establiments que hi havia el 2007, 1 era d'una empresa alimentària, 1 d'una empresa de fabricació de material elèctric, 3 d'empreses de fabricació d'altres productes industrials, 6 d'empreses de construcció, 14 d'empreses de comerç i reparació d'automòbils, 2 d'empreses de transport, 3 d'empreses d'hostatgeria i restauració, 1 d'una empresa d'informació i comunicació, 2 d'empreses financeres, 2 d'empreses immobiliàries, 10 d'empreses de serveis, 2 d'entitats de l'administració pública i 2 d'empreses classificades com a «altres activitats de serveis».
Dels 9 establiments de servei als particulars que hi havia el 2009, 1 era un taller de reparació d'automòbils i de material agrícola, 1 paleta, 1 lampisteria, 1 empresa de construcció, 2 perruqueries, 2 restaurants i 1 agència immobiliària.
Dels 3 establiments comercials que hi havia el 2009, 2 eren fleques i 1 una botiga de roba.
L'any 2000 a Rémelfing hi havia 4 explotacions agrícoles.

## Equipaments sanitaris i escolars
L'únic equipament sanitari que hi havia el 2009 era una farmàcia.
El 2009 hi havia 1 escola maternal i 1 escola elemental integrada dins d'un grup escolar amb les comunes properes formant una escola dispersa.

## Poblacions més properes
El següent diagrama mostra les poblacions més properes.